# 충주 단호사 삼층석탑
충주 단호사 삼층석탑(忠州 丹湖寺 三層石塔)은 충청북도 충주시 단월동에 있는 단호사 대웅전 앞뜰에 있는 삼층석탑이다. 1980년 11월 13일 충청북도의 유형문화재 제69호로 지정되었다.
단호사는 충주시 단월동 충원대로 바로 옆 대로변에 있다. 단호사 철불은 충주시에 있는 대원사 철불과 함께 우수한 기법으로 조성된 고려시대 철불의 전형 양식을 보여주고 있다. 석탑은 철불 조성과 거의 동시에 건립된 것으로 보이며, 사찰의 한가운데 건립되어 있다. 현재는 사찰의 한가운데에 있는 소나무 아래에 있다. 1980년 11월 13일 충청북도 유형문화재 제69호로 지정되었고, 2021년 11월 19일 문화재청 고시에 의해 문화재 지정번호가 폐지되어 충청북도 유형문화재로 재지정되었다.
충주 단호사 삼층석탑은 현재 3층까지만 남아 있지만 3층 지붕돌 상면 치석 수법으로 보아 원래는 3층 이상이었을 것으로 추정된다. 단호사 가람 한가운데에 서있는 소나무 아래에 세워져 있으며, 하부가 일부 매몰되어 있어 기단부 전체의 양상은 알 수 없다.

## 같이 보기
- 단호사
- 충주 단호사 철조여래좌상

## 참고 자료
- 위키미디어 공용에 충주 단호사 삼층석탑 관련 미디어 분류가 있습니다.
- 충주 단호사 삼층석탑 - 국가유산청 국가유산포털